# Diplazium aequibasale
Diplazium aequibasale är en majbräkenväxtart som först beskrevs av John Gilbert Baker och som fick sitt nu gällande namn av Carl Frederik Albert Christensen.
Diplazium aequibasale ingår i släktet Diplazium och familjen Athyriaceae. Inga underarter finns listade i Catalogue of Life.